# Służba Więzienna

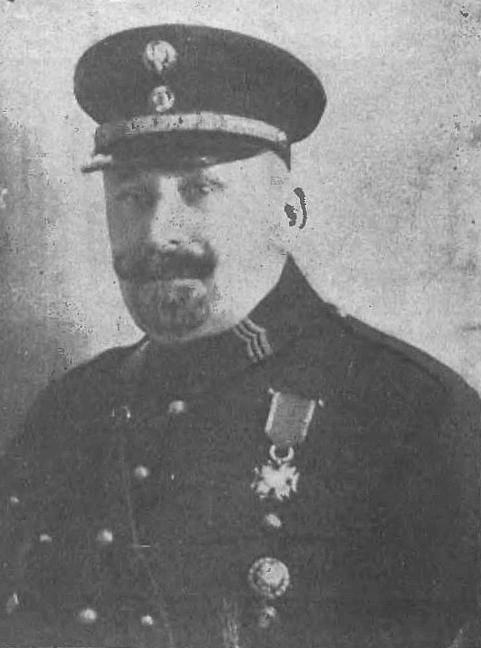
Komisarz Tadeusz Ostrzeszewicz – funkcjonariusz Służby Więziennej w okresie międzywojennym

Służba Więzienna (SW) – polska umundurowana, uzbrojona i apolityczna formacja realizująca zadania w zakresie wykonywania kar pozbawienia wolności i tymczasowego aresztowania. Podlega Ministrowi Sprawiedliwości i ma własną strukturę organizacyjną.

## Podstawowe zadania
Służba Więzienna realizuje swoje zadania na zasadach określonych w Kodeksie karnym wykonawczym. Należą do nich:
1. wykonywanie tymczasowego aresztowania w sposób zabezpieczający prawidłowy tok postępowania karnego
2. ochrona społeczeństwa przed sprawcami przestępstw osadzonymi w zakładach karnych i aresztach śledczych
3. zapewnienie w zakładach karnych i aresztach śledczych porządku i bezpieczeństwa
4. wykonywanie aresztów zastosowanych na podstawie innych przepisów oraz pomocy prawnej z tytułu umów międzynarodowych[2]
5. prowadzenie działalności resocjalizacyjnej wobec osób skazanych na kary pozbawienia wolności, przede wszystkim przez organizowanie pracy sprzyjającej zdobywaniu kwalifikacji zawodowych, nauczania oraz zajęć kulturalno-oświatowych
6. zapewnienie osobom skazanym na kary pozbawienia wolności lub tymczasowo aresztowanym przestrzegania ich praw, a zwłaszcza humanitarnych warunków, poszanowania godności, opieki zdrowotnej i religijnej.

## Podstawa prawna działania Służby Więziennej
Głównym aktem prawnym będącym podstawą działania Służby Więziennej od roku 2010 jest Ustawa z dnia 9 kwietnia 2010 r. o Służbie Więziennej (Dz.U. z 2024 r. poz. 1869).

### Najważniejsze przepisy regulujące działanie Służby Więziennej
- Ustawa z dnia 24 maja 2013 r. o środkach przymusu bezpośredniego i broni palnej (Dz.U. z 2025 r. poz. 555), obowiązująca od 5 czerwca 2013 r.
- Ustawa z dnia 20 stycznia 2011 r. o odpowiedzialności majątkowej funkcjonariuszy publicznych za rażące naruszenie prawa (Dz.U. z 2016 r. poz. 1169)
- Ustawa z dnia 9 kwietnia 2010 r. o Służbie Więziennej (Dz.U. z 2024 r. poz. 1669), obowiązująca od 13 sierpnia 2010 r.
- Ustawa z dnia 6 czerwca 1997 r. – Kodeks karny wykonawczy (Dz.U. z 2024 r. poz. 706)
- Ustawa z dnia 6 czerwca 1997 r. – Kodeks postępowania karnego (Dz.U. z 2022 r. poz. 1375)
- Ustawa z dnia 6 czerwca 1997 r. – Kodeks karny (Dz.U. z 2022 r. poz. 1138, z późn. zm.)
- Rozporządzenie Ministra Sprawiedliwości z dnia 23 grudnia 2022 r. w sprawie regulaminu organizacyjno-porządkowego wykonywania tymczasowego aresztowania (Dz.U. z 2022 r. poz. 2848)
- Rozporządzenie Ministra Sprawiedliwości z dnia 23 grudnia 2022 r. w sprawie regulaminu organizacyjno-porządkowego wykonywania kary pozbawienia wolności (Dz.U. z 2022 r. poz. 2847)
- Rozporządzenie Ministra Sprawiedliwości z dnia 17 października 2016 r. w sprawie sposobów ochrony jednostek organizacyjnych Służby Więziennej (Dz.U. z 2016 r. poz. 1804)
- Rozporządzenie Ministra Sprawiedliwości z dnia 31 października 2003 r. w sprawie obrony jednostek organizacyjnych Służby Więziennej (Dz.U. z 2003 r. nr 194, poz. 1903)

### Przepisy historyczne
- Dekret w sprawie tymczasowych przepisów więziennych 2 lutego 1919 (Dz. Praw nr 15, poz. 202)
- Regulamin Więzienny z 1931 r. (Dz.U. 1931 nr 71, poz. 577)
- Kodeks Karny z 1932 r.
- Rozporządzenie Prezydenta Rzeczypospolitej z 23 sierpnia 1932 r. o Straży Więziennej (Dz.U. 1932 nr 74, poz. 667)
- Ustawa o organizacji więziennictwa z 26 lipca 1939 r. (Dz.U. 1939 nr 68, poz. 457) i opracowany na jej podstawie Projekt Regulaminu z 1939 r. (niewprowadzony w życie)
- Okólnik nr 1 Kierownika Resortu Bezpieczeństwa Publicznego w sprawie powołania Straży Więziennej z dnia 4 października 1944 r.
- Instrukcja w sprawie postępowania z więźniami z 1945 r.
- Dekret o Służbie Więziennej z 20 lipca 1954 r. (Dz.U. 1954 nr 34, poz. 144)
- Regulamin z 1955 r. (dotychczas obowiązywały przepisy przedwojenne)
- w 1956 uchylono uchwalony rok wcześniej Regulamin, wydając sukcesywnie przez lata szereg zarządzeń, dyrektyw i pism
- Ustawa o Służbie Więziennej z dnia 10 grudnia 1959 r. (Dz.U. 1959 nr 69, poz. 436) nowelizowana kilkakrotnie, najistotniejsze zmiany w 1975 i 1983
- „Nowy” Regulamin z 1966 wydany po 10-letnim okresie eksperymentów i modyfikacji wyżej wymienionych zarządzeń, dyrektyw i pism
- Tymczasowe Regulaminy: wykonywania kary pozbawienia wolności oraz tymczasowego aresztowania – z 1974 (obowiązywały 15 lat)
- Regulaminy: wykonywania kary pozbawienia wolności oraz tymczasowego aresztowania 1989
- Ustawa z dnia 26 kwietnia 1996 r. o Służbie Więziennej (Dz.U. z 1996 r. nr 61, poz. 283, z późn. zm.)
- Regulaminy: wykonywania kary pozbawienia wolności oraz tymczasowego aresztowania 1997
- Regulaminy: organizacyjno-porządkowy wykonywania kary pozbawienia wolności oraz tymczasowego aresztowania 2003
- Regulaminy: organizacyjno-porządkowy wykonywania kary pozbawienia wolności oraz tymczasowego aresztowania 2016

## Struktura organizacyjna
Dyrektor Generalny Służby Więziennej jest przełożonym wszystkich funkcjonariuszy Służby Więziennej. Jest on powoływany i odwoływany przez Prezesa Rady Ministrów na wniosek ministra sprawiedliwości. Dyrektor Generalny kieruje pracą Centralnego Zarządu Służby Więziennej, któremu podlega 11 Inspektoratów Okręgowych Służby Więziennej. Na czele OISW stoi Dyrektor Okręgowy Służby Więziennej powoływany przez ministra sprawiedliwości na wniosek Dyrektora Generalnego SW. W skład Okręgowych Inspektoratów wchodzą zakłady karne, areszty śledcze oraz ośrodki doskonalenia kadr znajdujące się na ich terenie.

### Jednostki organizacyjne
Wśród głównych jednostek organizacyjnych Służby Więziennej w Polsce można wyróżnić:
- Centralny Zarząd Służby Więziennej
- Okręgowy Inspektorat Służby Więziennej w Olsztynie
  - Areszt Śledczy w Białymstoku
  - Areszt Śledczy w Hajnówce
  - Areszt Śledczy w Suwałkach
  - Areszt Śledczy w Elblągu
  - Areszt Śledczy w Olsztynie
  - Zakład Karny w Czerwonym Borze
  - Zakład Karny w Barczewie
  - Zakład Karny w Dublinach
  - Zakład Karny w Iławie
  - Zakład Karny w Kamińsku
  - OZ Grądy-Woniecko
  - OZ Kikity
  - OZ Białystok
  - OZ Działdowo
  - OZ Olsztyn
  - OZ Szczytno
  - OZ Giżycko
  - OZ Braniewo
- Okręgowy Inspektorat Służby Więziennej w Bydgoszczy
  - Areszt Śledczy w Bydgoszczy
  - Areszt Śledczy w Wejherowie
  - Areszt Śledczy w Gdańsku
  - Areszt Śledczy w Starogardzie Gdańskim
  - Zakład Karny w Inowrocławiu
  - Zakład Karny Nr 1 w Grudziądzu
  - Zakład Karny w Koronowie
  - Zakład Karny w Kwidzynie
  - Zakład Karny w Sztumie
  - OZ Bydgoszcz-Fordon
  - OZ Grudziądz
  - OZ Gdańsk-Przeróbka
  - OZ Malbork
  - OZ Bydgoszcz
  - OZ Strzelewo
  - OZ Chojnice
  - OZ Toruń
- Okręgowy Inspektorat Służby Więziennej w Koszalinie
  - Areszt Śledczy w Koszalinie
  - Areszt Śledczy w Słupsku
  - Areszt Śledczy w Szczecinie
  - Zakład Karny w Czarnem
  - Zakład Karny w Wierzchowie
  - Zakład Karny w Goleniowie
  - Zakład Karny w Gorzowie Wielkopolskim
  - Zakład Karny w Nowogardzie
  - Zakład Karny w Starym Bornem
  - OZ Koszalin
  - OZ Dobrowo
  - OZ Ustka
  - OZ Opatówek
  - OZ Złotów
  - OZ Szczecinek
  - OZ Stargard
  - OZ Słońsk
  - OZ Płoty
- Okręgowy Inspektorat Służby Więziennej w Poznaniu
  - Areszt Śledczy w Poznaniu
  - Areszt Śledczy w Zielonej Górze
  - Areszt Śledczy w Międzyrzeczu
  - Zakład Karny w Głogowie
  - Zakład Karny w Potulicach
  - Zakład Karny w Gębarzewie
  - Zakład Karny w Krzywańcu
  - Zakład Karny w Rawiczu
  - Zakład Karny we Wronkach
  - OZ Lubsko
  - OZ Szamotuły
  - OZ Środa Wielkopolska
  - OZ Koziegłowy
  - OZ Potulice
  - OZ Poznań
  - OZ Rosnowo
  - OZ Wałowice
  - OZ Podbiedziska
- Okręgowy Inspektorat Służby Więziennej w Łodzi
  - Areszt Śledczy w Łodzi
  - Areszt Śledczy w Piotrkowie Trybunalskim
  - Areszt Śledczy w Ostrowie Wielkopolskim
  - Zakład Karny w Nr 1 w Łodzi
  - Zakład Karny w Łowiczu
  - Zakład Karny we Włocławku
  - Zakład Karny w Garbalinie
  - Zakład Karny w Sieradzu
  - Zakład Karny w Kluczborku
  - OZ Sieradz
  - OZ Łódź
  - OZ Golesze
  - OZ Sieraków Śląski
  - OZ Kalisz
- Okręgowy Inspektorat Służby Więziennej w Warszawie
  - Areszt Śledczy w Grójcu
  - Areszt Śledczy w Warszawie-Białołęce
  - Areszt Śledczy w Warszawie-Grochowie
  - Areszt Śledczy w Warszawie Służewcu
  - Zakład Karny  w Siedlcach
  - Zakład Karny w Płocku
  - Zakład Karny w Przytułach Starych
  - OZ Popowo
  - OZ Bemowo
  - OZ Stawiszyn
  - OZ Płońsk
- Okręgowy Inspektorat Służby Więziennej w Lublinie
  - Areszt Śledczy w Krasnymstawie
  - Areszt Śledczy w Radomiu
  - Areszt Śledczy w Lublinie
  - Zakład Karny w Żytkowicach
  - Zakład Karny w Białej Podlaskiej
  - Zakład Karny w Chełmie
  - Zakład Karny w Opolu Lubelskim
  - Zakład Karny we Włodawie
  - Zakład Karny w Hrubieszowie
  - Zakład Karny w Zamościu
  - OZ Radom
  - OZ Pionki
  - OZ Zamość
  - OZ Zabłocie
- Okręgowy Inspektorat Służby Więziennej w Opolu
  - Areszt Śledczy w Dzierżoniowie
  - Areszt Śledczy w Jeleniej Górze
  - Areszt Śledczy w Świdnicy
  - Areszt Śledczy we Wrocławiu
  - Areszt Śledczy w Opolu
  - Zakład Karny w Kłodzku
  - Zakład Karny w Strzelinie
  - Zakład Karny w Wołowie
  - Zakład Karny Nr 1 we Wrocławiu
  - Zakład Karny w Zarębie
  - Zakład Karny w Brzegu
  - Zakład Karny w Nysie
  - OZ Oleśnica
  - OZ Piława Dolna
  - OZ Wrocław
  - OZ Prudnik
  - OZ Grodków
  - OZ Opole
  - OZ Turawa
- Okręgowy Inspektorat Służby Więziennej w Katowicach
  - Areszt Śledczy w Bytomiu
  - Areszt Śledczy w Częstochowie
  - Areszt Śledczy w Gliwicach
  - Areszt Śledczy w Katowicach
  - Areszt Śledczy w Mysłowicach
  - Areszt Śledczy w Sosnowcu
  - Areszt Śledczy w Tarnowskich Górach
  - Zakład Karny w Cieszynie
  - Zakład Karny w Herbach
  - Zakład Karny w Raciborzu
  - Zakład Karny w Jastrzębiu-Zdroju
  - Zakład Karny w Głubczycach
  - Zakład Karny Nr 1 w Strzelcach Opolskich
  - OZ Zabrze
  - OZ Lubliniec
  - OZ Strzelce Opolskie
  - OZ Wąsosz Górny
  - OZ Kędzierzyn-Koźle
  - OZ Bielsko Biała
- Okręgowy Inspektorat Służby Więziennej w Krakowie
  - Areszt Śledczy w Krakowie
  - Areszt Śledczy w Kielcach
  - Zakład Karny w Wojkowicach
  - Zakład Karny w Nowym Sączu
  - Zakład Karny w Nowym Wiśniczu
  - Zakład Karny w Pińczowie
  - Zakład Karny w Tarnowie
  - Zakład Karny w Trzebini
  - Zakład Karny w Wadowicach
  - OZ Kraków-Nowa Huta
  - OZ Tarnów-Mościce
  - OZ Ciągowice
- Okręgowy Inspektorat Służby Więziennej w Rzeszowie
  - Zakład Karny w Dębicy
  - Zakład Karny w Jaśle
  - Zakład Karny w Łupkowie
  - Zakład Karny w Przemyślu
  - Zakład Karny w Rzeszowie
  - Zakład Karny w Uhercach Mineralnych
  - OZ Medyka
  - OZ Chmielów
  - OZ Moszczaniec
  - OZ Jabłonki
  - OZ Średnia Wieś

### Centralny Zarząd Służby Więziennej
Centralny Zarząd Służby Więziennej jest aparatem wykonawczym Dyrektora Generalnego Służby Więziennej.

### Okręgowe Inspektoraty Służby Więziennej (OISW)[3][5][6]
| Lp. | Siedziba  | Liczba AŚ | Liczba ZK |
| --- | --------- | --------- | --------- |
| 1   | Koszalin  | 3         | 6         |
| 2   | Bydgoszcz | 4         | 5         |
| 3   | Olsztyn   | 5         | 5         |
| 4   | Poznań    | 3         | 6         |
| 5   | Łódź      | 3         | 6         |
| 6   | Warszawa  | 4         | 3         |
| 7   | Lublin    | 5         | 7         |
| 8   | Opole     | 5         | 7         |
| 9   | Katowice  | 7         | 6         |
| 10  | Kraków    | 1         | 6         |
| 11  | Rzeszów   | 3         | 7         |

### Areszty śledcze (AŚ), zakłady karne (ZK)
- dyrekcja
- dział ochrony
- dział penitencjarny
- dział terapeutyczny (tylko w jednostkach posiadających oddziały terapeutyczne)
- dział kwatermistrzowski
- dział ewidencji
- dział finansowy
- dział organizacyjno-prawny (duże jednostki)
- dział służby zdrowia
- dział łączności i informatyki (część jednostek)
- samodzielne stanowiska np. zatrudnienie, inspektor BHP, informatyk, kadrowy, kapelan[7].

### Ośrodki Doskonalenia Kadr (ODK)
Służba Więzienna dysponuje Ośrodkami Doskonalenia Kadr (w tym dwa z nich są ich oddziałami) podlegającymi pod odpowiednie Okręgowe Inspektoraty. ODK SW w Popowie podlega natomiast Centralnemu Zarządowi Służby Więziennej.
Ośrodki Doskonalenia Kadr organizują kursy wstępne dla nowo przyjętych funkcjonariuszy, kursy specjalistyczne i doskonalące oraz obozy kondycyjne. Prowadzone są ponadto szkolenia organizowane przez Okręgowe Inspektoraty Służby Więziennej, zakłady karne i areszty śledcze oraz instytucje działające na rzecz bezpieczeństwa państwa. Poza swoją podstawową funkcją w okresach nie objętych harmonogramem szkolenia i doskonalenia zawodowego, organizują wczasy i kolonie dla funkcjonariuszy, pracowników, emerytów i rencistów Służby Więziennej oraz ich rodzin. Ośrodki te również udostępniają odpłatnie swoją bazę jednostkom organizacyjnym resortu sprawiedliwości, osobom fizycznym i innym podmiotom gospodarczym w szczególności poprzez świadczenie usług hotelowo-gastronomicznych i konferencyjnych.
ODK mają również realizować następujące zadania:
- przygotowawcze w zakresie zabezpieczenia warunków techniczno-organizacyjnych na czas zagrożenia bezpieczeństwa Państwa oraz na czas sytuacji nadzwyczajnych,
- w zakresie zbiorowego i tymczasowego zakwaterowania funkcjonariuszy Służby Więziennej na czas zagrożenia bezpieczeństwa Państwa oraz na czas sytuacji nadzwyczajnych,
- w zakresie oddziaływań penitencjarnych, o których mowa w art. 67 § 3 Kodeksu karnego wykonawczego, wobec osadzonych zatrudnionych w ODK,
- zorganizowania w ramach ODK (w miarę potrzeb) zakwaterowania osadzonych[3].

## Stopnie służbowe
Po zmianie ustawy z dnia 22 lipca 2022 r. o zmianie Ustawy o Służbie Więziennej oraz niektórych innych ustaw stopień generała inspektora Służby Więziennej otrzymał:
- gen. Jacek Kitliński (2023)

Po 1989 awans na stopień generała Służby Więziennej otrzymało 14 funkcjonariuszy:
- płk Włodzimierz Markiewicz (1997)
- płk Jan Pyrcak (1997)
- płk Andrzej Popiołek (2003)
- płk Marek Szostek (2005)
- płk Paweł Nasiłowski (2007)
- płk Jacek Pomiankiewicz (2007)
- płk Jacek Włodarski (2011)
- płk Krzysztof Keller (2012)[8]
- płk Jacek Kitliński (2015)
- płk Andrzej Leńczuk (2021)
- płk Marcin Strzelec (2021)
- płk Krzysztof Stefanowski (2023)
- płk Artur Koczerba (2023)
- płk Piotr Sękowski (2023)

## System szkolenia funkcjonariuszy SW

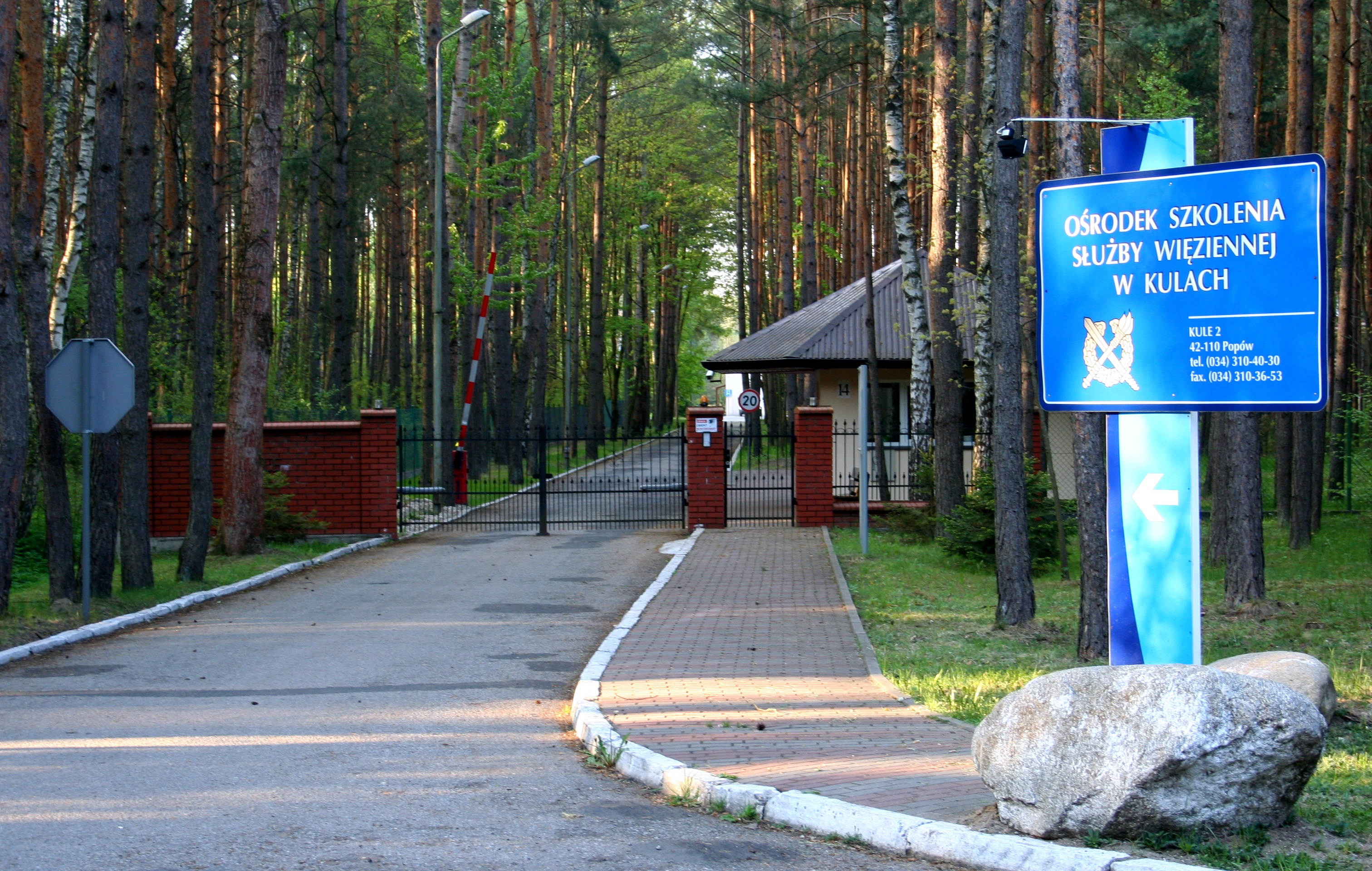
Ośrodek Szkolenia Służby Więziennej w Kulach, województwo śląskie

We współczesnym szkoleniu funkcjonariuszy SW największy nacisk kładzie się na zadania resocjalizacyjne formacji. Programy nauczania szkół (od podoficerskich do oficerskich) obejmują treści psychospołeczne, prawne oraz wynikające z obowiązujących standardów międzynarodowych. Podczas szkolenia zwraca się też dużą uwagę na umiejętność samoobrony i to nie tylko tej kojarzącej się z umiejętnościami fizycznymi, ale też stosownych zachowań komunikacyjnych. Żaden funkcjonariusz nie może podjąć pracy z więźniami bez uprzedniego przeszkolenia. Tej zasadzie jest podporządkowany cały system szkolenia SW na który składają się:
1. przeszkolenie wstępne (kurs stacjonarny),
2. szkolenie podstawowe w szkołach:
  - oficerskiej – dla funkcjonariuszy zajmujących stanowiska oficerskie oraz z wyższym wykształceniem (magisterskim),
  - chorążych – dla funkcjonariuszy zajmujący stanowiska przewidziane dla tego korpusu oraz z wykształceniem wyższym posiadających tytuł inżyniera lub licencjata,
  - podoficerskiej – dla funkcjonariuszy posiadających wykształcenie średnie
3. kształcenie w formach pozaszkolnych:
  - specjalistyczne w ramach kursów doskonalących i dokształcających, kursokonferencji i narad instruktażowo – szkoleniowych,
  - wewnątrzzakładowe (ogólnopenitencjarne, działowe i ogniowe),
4. Podyplomowe Studium Penitencjarystyki – prowadzone przez Uniwersytet im. Adama Mickiewicza w Poznaniu – ukończenie tego studium daje możliwość awansu na stanowiska kierownicze.

Najważniejszym miejscem szkolenia więzienników jest Centralny Ośrodek Szkolenia Służby Więziennej w Kaliszu (COSSW). Instytucja ta współpracuje z wieloma ośrodkami akademickimi oraz korzysta z ich kadry naukowej. Tu też organizowane są konferencje naukowe oraz kongresy penitencjarne.

## Służba w SW
Funkcjonariuszem SW może być osoba
- posiadająca obywatelstwo polskie,
- posiadająca nieposzlakowaną opinię
- niekarana
- korzystająca z pełni praw publicznych,
- posiadająca co najmniej średnie wykształcenie
- zdolność fizyczną i psychiczną do służby w formacji uzbrojonej.
- niebędąca członkiem partii politycznej[2].

Osoba zgłaszająca, po wydaniu pozytywnego orzeczenia komisji lekarskich, mianowana zostaje funkcjonariuszem w służbie przygotowawczej na okres 2 lat. Po tym okresie i uzyskaniu pozytywnej opinii zostaje mianowana funkcjonariuszem w służbie stałej.
Funkcjonariusz nie może podejmować bez zgody kierownika jednostki organizacyjnej zajęcia zarobkowego poza służbą.

Funkcjonariusz Służby Więziennej jest funkcjonariuszem publicznym.

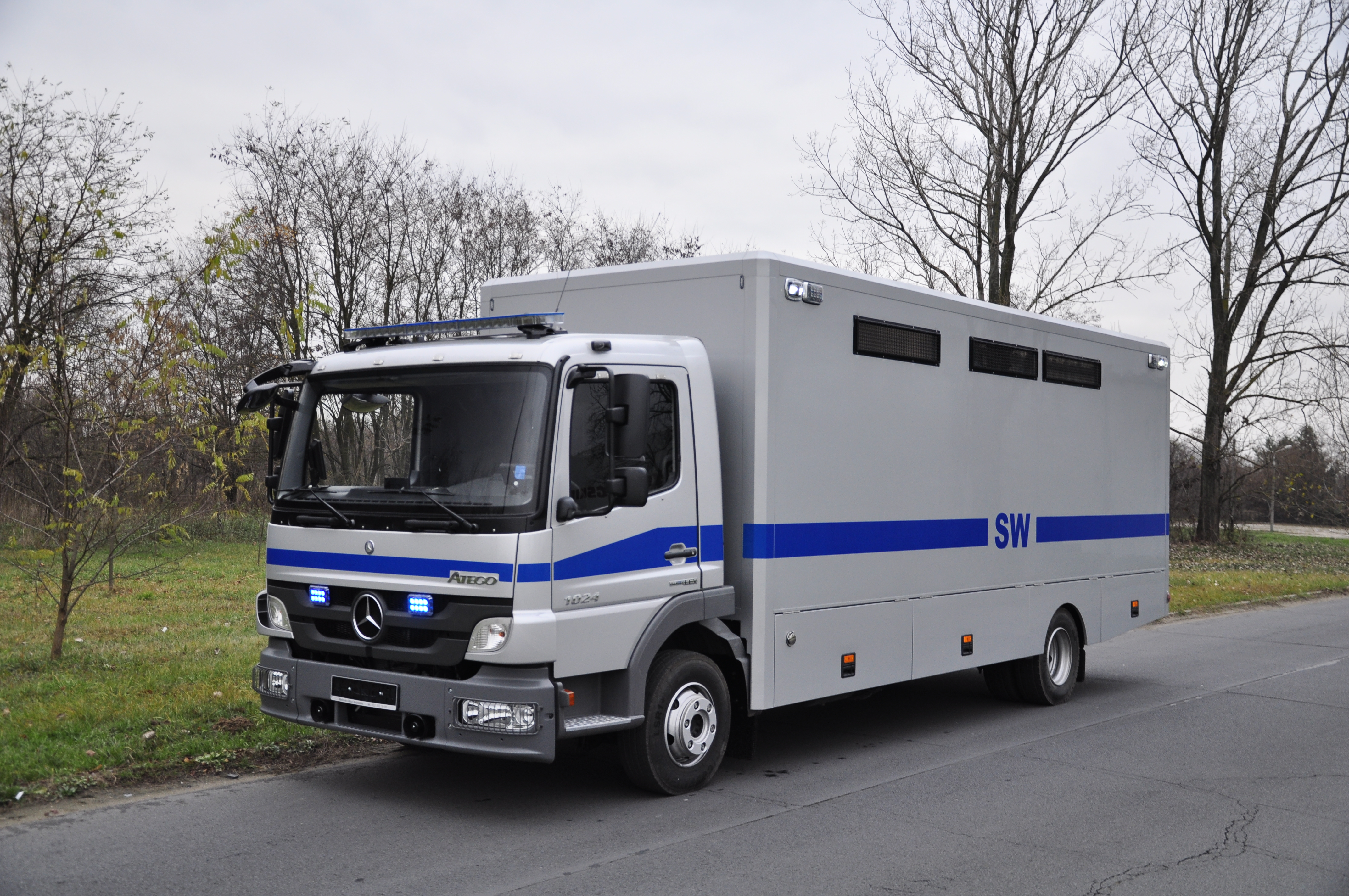
Pojazd konwojowy Służby Więziennej

## Uzbrojenie SW[9][10]
Aktualnie na uzbrojeniu SW znajdują się strzelby powtarzalne Mossberg serii 500 ATP, strzelby kal. 12 Mosberg Flex 500, strzelby powtarzalne kal. 12 Mosberg model 53693, 40 mm wyrzutniki pocisków obezwładniających B&T GL-06 z celownikami kolimatorowymi Aimpoint Micro T-1. Pistolet Walther P-99 AS, oraz 9 mm pistolet maszynowy PM-06 Glauberyt. Od roku 2018 w SW występuje także karabinek automatyczny Beretta ARX 160.

## Środki przymusu bezpośredniego SW
Środkami przymusu bezpośredniego są:
- Siła fizyczna w postaci technik:
  - transportowych
  - obrony
  - ataku
  - obezwładnienia
- Kajdanki:
  - zakładane na ręce
  - zakładane na nogi
  - zespolone
- Pas obezwładniający
- Kask zabezpieczający
- Pałka służbowa
- Wodne środki obezwładniające
- Pies służbowy
- Pociski niepenetracyjne

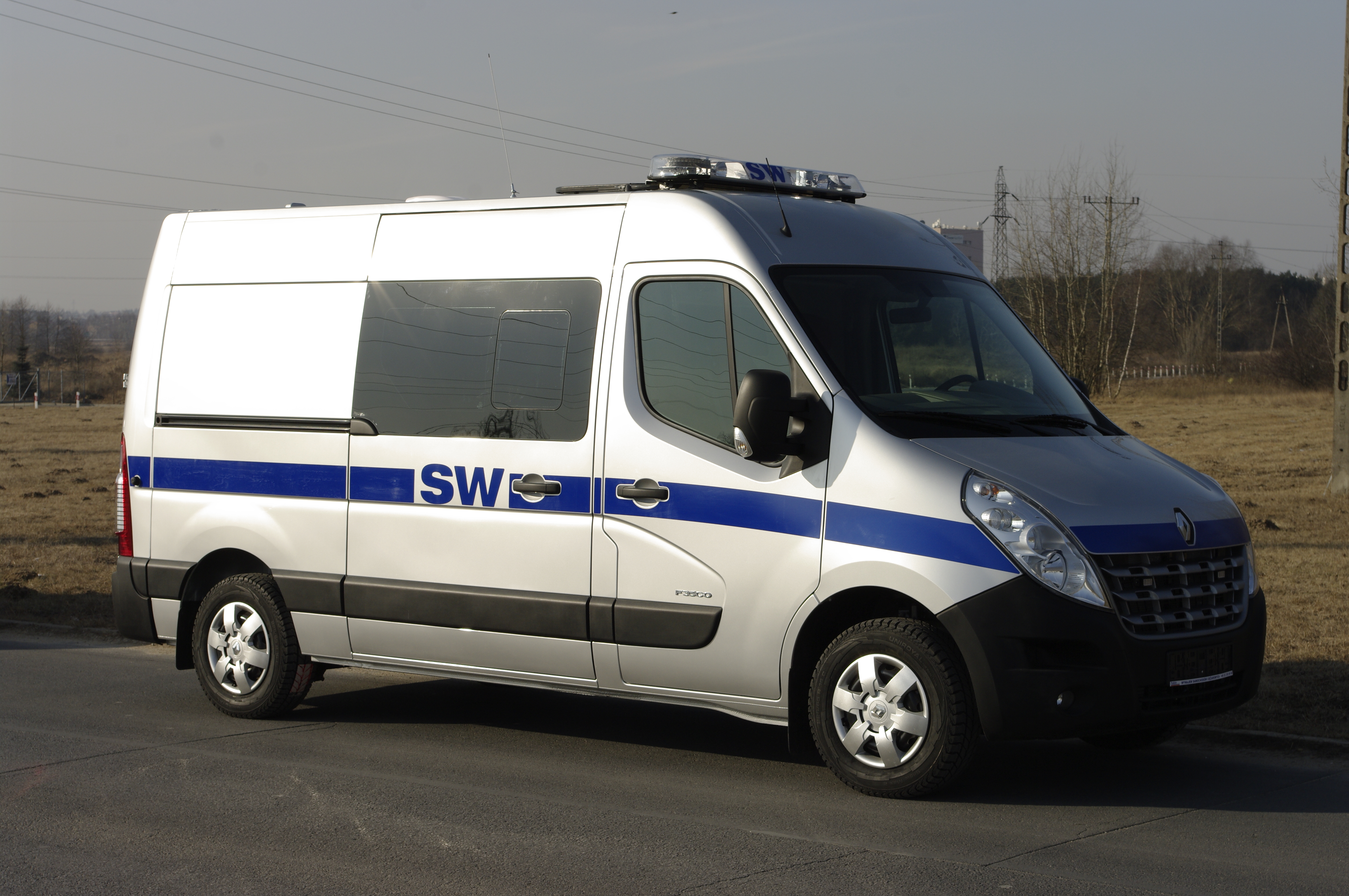
Pojazd konwojowy Służby Więziennej

- Chemiczne środki obezwładniające w postaci:
  - ręcznych miotaczy substancji obezwładniających
  - granatów łzawiących
  - innych urządzeń przeznaczonych do miotania środków obezwładniających
- Cela zabezpieczająca

## Tradycja i historia formacji
Po raz pierwszy kwestia organizacji więziennictwa została przedstawiona wkrótce po upadku Rzeczypospolitej w Księstwie Warszawskim oraz potem w Królestwie Kongresowym. W 1807 Julian Ursyn Niemcewicz po powrocie ze Stanów Zjednoczonych przedstawił projekt organizacji więziennictwa opartego na zasadach odosobnienia. W 1819 przedstawiony został „Projekt ogólnego i szczegółowego polepszenia stanu i administracji więzień w Królestwie Polskiem”. W tym projekcie odpowiednicy dzisiejszych funkcjonariuszy nazywani są dozorcami (dozorca, dozorca ekonomiczny, dozorca robót).

### Podległość organizacyjna
- 1918–1939 – Ministerstwo Sprawiedliwości
- 1945–1954 – Ministerstwo Bezpieczeństwa Publicznego
- 1954–1956 – Ministerstwo Spraw Wewnętrznych
- 1956–do dziś – Ministerstwo Sprawiedliwości

### 1918–1939
Przygotowania do przejęcia więzień znajdujących się na terenie tzw. Kongresówki z rąk zaborców zostały już podjęte w marcu 1918. Było to konsekwencją oddania w 1917 sądownictwa Tymczasowej Radzie Stanu, a później Radzie Regencyjnej. Zaborcy nie zgodzili się jednakże na to, pragnąc zatrzymać sobie kontrolę nad wymiarem kar dyktowanych przez polskie sądy. 1 maja 1918 powstał Wydział Więzienny przekształcony potem w Sekcję Więzienną, liczącą 24 osoby. Rozpoczęto poszukiwania osób mających potem organizować więzienia w wolnej Polsce. Chętnych umieszczono wśród personelu więziennego zaborców (34 osoby na stanowiskach oficerskich, 117 na podoficerskich). Zorganizowano kursy wieczorowe dla kandydatów na funkcjonariuszy, przygotowano projekt ustawy, regulaminu, przepisów wewnętrznych, etatyzacji oraz budżetu przyszłego polskiego więziennictwa. Przejęcie więzień przez polskie władze następowało, począwszy od 1 listopada 1918 (tereny okupowane przez Austrię), do 11 listopada gdzie właśnie tego dnia doszło do żywiołowej choć od dawna przygotowanej akcji. W nocy 12 listopada wszystkie więzienia na terenie Królestwa Kongresowego były już w polskich rękach. Kolejne jednostki były przejmowane wraz kształtowaniem się granic niepodległej Rzeczypospolitej:
- 27 grudnia 1918 – teren objęty powstaniem wielkopolskim
- 27 grudnia 1920 – tereny zajęte w wyniku wojny polsko-radzieckiej
- 6 kwietnia 1922 – Wileńszczyzna
- 1 listopada 1922 – teren przyznany Polsce po plebiscycie na Górnym Śląsku i III powstaniu śląskim.

W 1921 Sekcja Więzienna przekształciła się w Departament Więzienny Ministerstwa Sprawiedliwości. Z uwagi na brak funkcjonariuszy narodowości polskiej (zaborcy nie zatrudniali Polaków w służbie państwowej) zaczęto szkolić nowych funkcjonariuszy. Przyjmowano osoby narodowości polskiej, z odbytym stażem wojskowym, wyjątkowo także cywilnych fachowców. Każdy nowo przyjęty musiał odbyć 6-miesięczny staż. Funkcjonariusz oraz urzędnik otrzymywał raz na rok umundurowanie, a raz na 3 lata płaszcz. Więzienia zaczęto remontować, podniesiono racje żywnościowe dla skazanych (2400 kcal, dla pracujących 3000 kcal, dla chorych 4000 kcal), uruchomiono zakupy centralne mające na celu zapewnienie odpowiednich materiałów włókienniczych, odzieży i obuwia dla osadzonych i funkcjonariuszy. Mając na celu resocjalizację oraz wyrobienie w więźniach nawyku pracy, zaczęto organizować przy więzieniach warsztaty i gospodarstwa rolne. Część zarobku po potrąceniu kosztów dodatkowej żywności, należności dla Skarbu Państwa i kosztów administracji, stanowiła tzw. zysk więźnia wypłacany przy wyjściu na wolność lub umożliwiający mu zakupy w przywięziennej kantynie (tzw. żelazna kasa, wypiska). Powstawały też przywięzienne szpitale, szkoły i kaplica. Wojsko przekazywało kolejne obiekty, budowano też nowe więzienia, w tym nowoczesne jak na tamte czasy więzienie w Tarnowie.
22 kwietnia 1923 zginęli na służbie, zamordowani podczas ucieczki 4 skazanych, pierwsi funkcjonariusze więziennictwa: Antoni Łapiński, Józef Kurowski oraz Henryk Ruciński.
W celu podniesienia kwalifikacji kadry powołano 16 maja 1923 Centralną Szkołę dla Urzędników Więziennych w Warszawie. Kurs trwał przeciętnie 3 – 4 miesiące i obejmował następujące przedmioty (pisownia i nazewnictwo oryginalne): więźnioznawstwo, prawo i procedurę karną, regulamin więzienny oraz wszystkich działów, ustrój Polski, lekcje psychologii, traktowania nieletnich, pożarnictwa, daktyloskopii oraz tematy ogólno-kształcące. Intensywnie ćwiczono sprawność posługiwania się bronią oraz fizyczną. Korzystano również ze szkoleń w szkołach policyjnych.
W 1924 w miejsce powołanej rok wcześniej szkoły, powstaje Centralna Szkoła Ministerstwa Sprawiedliwości. Program uzupełniono zajęciami z prawa (karne, karne wykonawcze, administracyjne, konstytucyjne), towaroznawstwo żywności i opału, higienę, ratownictwo, finanse oraz rozpoznawanie pisma utajonego. Wykładowcami w tej szkole byli: warszawscy nauczyciele akademiccy, wyżsi urzędnicy Ministerstwa Sprawiedliwości, prawnicy (sędziowie, adwokaci) oraz naczelnicy więzień warszawskich.
Personel więzienny składał się z:
- urzędników – naczelników więzień, ich pomocników, asystentów więziennych, urzędników kancelaryjnych, duchownych, lekarzy, nauczycieli,
- niższych funkcjonariuszy – dozorców i dozorczyń, felczerów, sanitariuszy, gońców.

Do służby na kandydatów na urzędników przyjmowano obywateli polskich w wieku do 40 lat, nieskazitelnej przeszłości, sprawnych fizycznie i psychicznie do pracy w więzieniu oraz po odbytej służbie wojskowej. Od kandydatów na urzędników wymagano również posiadania wykształcenia co najmniej średniego. Wprowadzono również służbę przygotowawczą trwającą jeden rok kończącą się zdaniem egzaminu przed komisją w Ministerstwie Sprawiedliwości, który dawał prawo do munduru oraz prawa zagwarantowane przez ustawę o państwowej służbie cywilnej.
Kandydaci na dozorców (strażników) przyjmowani byli w wieku do 35 lat, wymagany był wzrost powyżej 165 cm, biegła znajomość języka polskiego w mowie i piśmie, odbyta służba wojskowa, preferowane było wykształcenie co najmniej podstawowe. Służba przygotowawcza również trwała jeden rok. Po ośmiu latach służby i ukończeniu Centralnej Szkoły dozorca mógł być mianowany na stanowisko starszego dozorcy.
Urzędnicy kancelaryjni, duchowni, lekarze, nauczyciele, felczerzy, sanitariusze, gońcy byli przyjmowani do służby na podstawie umów. Nie przysługiwało im prawo do bezpłatnego umundurowania.
Wydany w 1926 przepis z dnia 26 kwietnia o składzie osobowym administracji więziennej i wykonywaniu przez nią obowiązków służbowych tak określa obowiązki więziennika:
„Czuwać i nie dopuszczać do ucieczek więźniów i do porozumiewania się ich z osobami postronnymi lub między sobą bez wiedzy władzy do tego uprawnionej, dbać o moralną poprawę więźniów, bezwzględne posłuszeństwo, należyty szacunek względem przełożonych, sumienne i gorliwe wykonywanie obowiązków służbowych, niepozostawianie przewinień podwładnych bezkarnie, w obchodzeniu się z więźniami być stanowczym, nie unosić się, zachowywać spokój i równowagę oraz starać się wyrozumieć indywidualne właściwości więźnia.” [...] „do więźnia zwracać się per Pan lub Wy”
Równo 70 lat od tej daty uchwalono Ustawę o Służbie Więziennej, będącą podstawą prawną jej działania do dziś.

### 1944–1956
Dnia 4 października 1944 Kierownik Resortu Bezpieczeństwa Publicznego Okólnikiem nr 1 powołał do życia Straż Więzienną. Dzień ten przez cały czas trwania PRL był dniem święta więzienników. W początkowym okresie odbudowy struktur administracyjnych przejęto przepisy przedwojenne w tym Kodeks Karny z 1932 roku, regulamin więzienny z 1931 oraz przepisy z projektu nowego regulaminu z 1939. Ponieważ przedwojenne przepisy w nowej sytuacji politycznej były niewystarczające, w 1945 wydano instrukcję w sprawie postępowania z więźniami. Od początku swego istnienia Straż Więzienna została podporządkowana VI Departamentowi Ministerstwa Bezpieczeństwa Publicznego. Jej funkcjonariusze brali aktywny udział w działaniach prowadzonych przez Departament Śledczy UBP, w tym w prześladowaniach i torturach osadzonych z powodów politycznych.
W obozach i więzieniach stosowano wobec skazanych te same metody postępowania jak w ówczesnym Związku Radzieckim. W kraju stworzono sieć 204 obozów pracy przymusowej, w których zginęło około 25 tysięcy ludzi. Największy tego typu obóz działał w Jaworznie, dawnej filii niemieckiego obozu koncentracyjnego w Oświęcimiu – KL Auschwitz S-Lager Dachsgrube. Jego pierwszym komendantem był kapitan NKWD Mordasow, następnie przejął od niego stanowisko Salomon Morel.
W lipcu 1954 ukazał się Dekret o Służbie Więziennej. Zmieniono nazwę tej formacji i dodano pewne elementy mające na celu oddziaływanie poprawcze wobec skazanych. 7 grudnia rozwiązano MBP, służbę podporządkowano nowo powstałemu Ministerstwu Spraw Wewnętrznych. Dopiero w listopadzie 1955 uchylono przedwojenne przepisy więzienne wprowadzeniem nowego regulaminu. Stracił on jednak szybko aktualność z powodów przemian politycznych 1956 oraz przejścia Służby Więziennej z dniem 1 listopada 1956 pod zarząd Ministerstwa Sprawiedliwości.

### 1956–1989
Zadania Służby Więziennej po przemianach roku 1956 uległy zmianie. Dotychczasowe przepisy mimo zawarcia w nich pewnych elementów poprawczych były nieaktualne. W poprzednich latach nikt nie zajmował się resocjalizacją skazanych z powodu braku środków, bazy, odpowiedniej kadry, a przede wszystkim klimatu politycznego. Rozpoczął się 10-letni okres wydawania szeregu zarządzeń, dyrektyw i pism, modyfikowanych i weryfikowanych w praktyce zakończony wydaniem nowego regulaminu. Model represyjny zdominowany przez treści polityczno-ideologiczne i wojskowe został przekształcony represyjno-formujący, zaczęto odchodzić od dominującej polityki i ideologii na rzecz treści psychospołecznych oraz dyscyplin prawnych.

Stopnie funkcjonariuszy Służby Więziennej 1956-1976

W 1966 wprowadzono w działaniach resocjalizacyjnych system wolnej progresji m.in. wprowadzono zakłady karne półotwarte i otwarte. W latach 1969–1981 (z trudnościami po stanie wojennym) rozwijano kształcenie więźniów, realizowano różne warianty leczenia antyalkoholowego, rozwijano doświadczenia z systemem przepustkowym oraz poszukiwano sposobów współpracy ze społeczeństwem, a także w wielu zakładach karnych rozszerzano współpracę z rodzinami. Od 1969 administracja więzienna stała się organem postępowania wykonawczego. Po 1981 więzienia zostały wykorzystane do internowania opozycji solidarnościowej. Przez cały ten okres więziennictwo nie uniknęło roli politycznej, jaką wyznaczało mu państwo totalitarne. Wraz z więźniami kryminalnymi w zakładach karnych przebywali też więźniowie sumienia.
10 grudnia 1959 wydano Ustawę o Służbie Więziennej, która uregulowała funkcjonowanie więzienników na 37 lat. Ustawę tę modyfikowano kilkakrotnie, a najpoważniejszymi zmianami było wprowadzenie w 1975 wojskowego nazewnictwa stopni, rozbudowa systemu szkoleń, w 1983 wprowadzenie korpusu chorążych.

### 1989–2006
Po zmianie systemu politycznego w Polsce w 1989, nie ogłoszono oczekiwanej amnestii, co stało się powodem wybuchu buntów w wielu więzieniach. Po ich spacyfikowaniu przystąpiono do reformy więziennictwa zmierzającej do przyjęcia modelu resocjalizacyjnego. W początkowych latach reform odeszło ze Służby Więziennej około 40% funkcjonariuszy, co spowodowało szereg skutków negatywnych. Okres przejściowy zakończył się około roku 1994, a nowo zatrudnieni pracownicy nabrali koniecznego w pracy doświadczenia.
Poprawiła się również struktura wykształcenia funkcjonariuszy w stosunku do okresu PRL.
| Lp. | Wykształcenie                    | lata 80. | 2003  |
| --- | -------------------------------- | -------- | ----- |
| 1   | podstawowe (zawodowe zasadnicze) | 22%      | 1.6%  |
| 2   | średnie (ukończona matura)       | 56%      | 67.5% |
| 3   | policealne                       | bd.      | 3.3%  |
| 4   | wyższe                           | 14%      | 27.6% |

XXI wiek przyniósł istotną zmianę w warunkach pracy funkcjonariuszy, spowodowaną narastającym przeludnieniem więzień. Jednocześnie liczba członków załóg jednostek penitencjarnych nie uległa powiększeniu. Stosunek liczby pracowników więzień do liczby skazanych wynosił odpowiednio w latach:
- 1985 – 1 : 5,6
- 1996 – 1 : 2,6
- 2003 – 1 : 3,5[17]
- 2006 – 1 : 4
- 2011 – 1 : 2,76[18]

Dotkliwie również jest odczuwane ograniczenie wydatków na inwestycje i modernizacje, przez co baza materialna więziennictwa ulega dekapitalizacji i zmniejszeniu. Wszystko to powoduje pogorszenie warunków pracy funkcjonariuszy, warunków odbywania kary skazanych, które mogą naruszyć nawet zasadę humanitarnego traktowania osadzonych, oraz pogorszenie stanu bezpieczeństwa zakładów karnych i aresztów śledczych.
W chwili obecnej można przytoczyć słowa pierwszego w III Rzeczypospolitej dyrektora Centralnego Zarządu Służby Więziennej Pawła Moczydłowskiego wypowiedziane po okresie buntów w więzieniach: „Przestrzegania prawa pilnują obecnie wszyscy: Prezydent, Sejm, Senat, Rzecznik Praw Obywatelskich, Komitet Helsiński, a także różne organizacje społeczne, niezawisły sąd, wolna prasa, radio i telewizja. Zadaniem podstawowym było więc odzyskanie kontroli nad więziennictwem i zaadaptowanie go za pomocą praworządnych metod do społeczeństwa otwartego.”.

## Święta Służby Więziennej
Świętami w Służbie Więziennej są:
- 11 listopada – Narodowe Święto Niepodległości 1918 – przejęcie w tym dniu wszystkich więzień w strefie okupowanej przez Cesarstwo Niemieckie
- 29 czerwca – Święto Służby Więziennej od 2022r. zgodnie z art. 15 ustawy z dn. 9 kwietnia 2010r. o Służbie Więziennej (w latach 1996–2010 święto obchodzono 26 kwietnia w dzień uchwalenia Ustawy o Służbie Więziennej z 1996; w latach 2010-2022 święto obchodzono 8 lutego w rocznicę podpisania przez Józefa Piłsudskiego Dekretu w sprawie tymczasowych przepisów więziennych)[20].
- 8 lutego – Dzień Tradycji Służby Więziennej